# Basílica de Nuestra Señora de la Vega (Haro)
La basílica de Nuestra Señora de la Vega de Haro (La Rioja, España) se encuentra situada en el paraje de la Vega. Se cree que fue construida en el siglo X, tras llegar a la ciudad la imagen de la Virgen de la Vega.
El edificio de estilo barroco, es consecuencia de varias ampliaciones, la última de ellas del siglo XVIII según proyecto de Bernardo de Munilla y Juan de Villanueva y llevándola a cabo Pedro Orcaechea, Ignacio Escurra y Pedro de Elejalde.
Destaca el retablo barroco del altar mayor construido en 1740 por Santiago del Amo. En el centro de este se encuentra una imagen de la Virgen María y a su lado sus padres, San Joaquín y Santa Ana. Estas tallas de 1740, son de Manuel Lomero.
El 7 de septiembre de 1952, fue consagrada solemnemente la basílica, al considerarse esta fecha como el cuarto centenario de la fundación de la cofradía de la Vega.
La imagen de la Virgen de la Vega, de estilo gótico, está datada en el siglo XIV. Mide 1,30 m y tiene añadidas una granada (por la intervención de Pedro Fernández III de Velasco y sus seguidores jarreros en la toma de Granada en 1492. Interpretación que confirman los emblemas de Castilla, León y Granada al pie del trono) y unas espigas de trigo (por el hecho prodigioso atribuido a la Virgen, de haber convertido la cebada en trigo para pagar las deudas de una familia necesitada).